# Ciarán Power
Ciarán Power (nascido em 8 de maio de 1976) é um ex-ciclista profissional irlandês que competiu no ciclismo nos Jogos Olímpicos de Verão de 2000 e 2004, representando a Irlanda.